# Legenden om ugglornas rike
Legenden om ugglornas rike är en animerad fantasyfilm från 2010 baserad på de tre första volymerna av serien Guardians of Ga'Hoole av den amerikanska författaren Kathryn Lasky. Producerad av Zareh Nalbandian och regisserad av Zack Snyder.
Biopremiären var den 24 september 2010 i USA och den 22 oktober 2010 i Sverige.

## Handling
Soren, en ung tornuggla, är kidnappad av St. Aggies ugglor – en plats som ser ut att vara ett barnhem där uggleungar hjärntvättas till att bli soldater. Han och hans vänner rymmer till ön Ga'Hoole för att assistera dess nobla och visa ugglor som slåss mot armén som de onda härskarna av St. Aggie skapat. Filmen är baserad på de tre första böckerna i serien.

## Röstskådespelare

### Engelsk version
| Jim Sturgess        | – Soren the Barn Owl                                    |
| Ryan Kwanten        | – Kludd the Barn Owl                                    |
| Adrienne deFaria    | – Eglantine the Barn Owl                                |
| Emily Barclay       | – Gylfie the Elf Owl                                    |
| David Wenham        | – Digger the Burrowing Owl                              |
| Anthony LaPaglia    | – Twilight the Great Grey Owl                           |
| Helen Mirren        | – Nyra the Barn Owl                                     |
| Sam Neill           | – Allomere the Great Grey Owl                           |
| Hugo Weaving        | – Noctus the Barn Owl and Grimble the Boreal Owl        |
| Joel Edgerton       | – Metalbeak the Sooty Owl                               |
| Geoffrey Rush       | – Ezylryb the Whiskered Screech Owlone of the Guardians |
| Miriam Margolyes    | – Mrs. Plithiver                                        |
| Richard Roxburgh    | – Boron the Snowy Owl                                   |
| Deborra-Lee Furness | – Barran the Snowy Owl                                  |
| Abbie Cornish       | – Otulissa the Short-eared Owl                          |
| Leigh Whannell      | – Jatt the Long-Eared Owl                               |
| Angus Sampson       | – Jutt the Long-Eared Owl                               |
| Bill Hunter         | – Bubo the Great Horned Owl                             |
| Sacha Horler        | – Strix Struma the Spotted Owl                          |
| Essie Davis         | – Marella the Barn Owl                                  |
| Barry Otto          | – Echidna                                               |

### Svensk version
| Nick Atkinson   | – Soren            |
| Evangeline Lind | – Gylfie           |
| Guy de la Berg  | – Ezylryb          |
| Erik Ahrnbom    | – Grävarn          |
| Leo Hallerstam  | – Kludd            |
| Peter Harryson  | – Skymne           |
| Irene Lindh     | – Nyra             |
| Steve Kratz     | – Jatt             |
| Adam Fietz      | – Jutt             |
| Göran Berlander | – Grimble          |
| Johan Hedenberg | – Järnnäbben       |
| Maia Palm       | – Eglantine        |
| Anita Molander  | – Fröken Plithiver |
| Per Sandborgh   | – Allomere         |

- Övriga röster – Oscar Harryson, Adam Fietz, Mikael Roupé, Jenny Jahns, Elina Raeder, Erik Ahrnbom, Steve Kratz
- Röstregi – Mikael Roupé
- Översättare – Olle Ferner
- Tekniker – Oscar Harryson
- Dubbningsstudio – SmartDub Stockholm[1][2]

## Soundtrack
Legend of the Guardians: The Owls of Ga'Hoole: Original Motion Picture Soundtrack gavs ut den 21 september 2010 på WaterTower Music.
1. "Owl City – To the Sky" – 3:39
2. "Flight Home (The Guardian Theme)" – 3:51
3. "Taken to St. Aggies" – 5:37
4. "Welcome to the Pelletorium" – 4:51
5. "A Long Way to the Guardians" – 5:57
6. "You Know We're Flying" – 2:37
7. "A Friend or Two" – 5:18
8. "The Boy Was Right" – 4:04
9. "Sharpen the Battle Claws" – 6:22
10. "Follow the Whale's Fin" – 5:11
11. "Into Battle" – 5:07
12. "Hello Brother" – 2:51
13. "My Soldiers My Sons" – 3:27
14. "More Baggy Wrinkles" – 3:19